# Cratyna nobilis
Cratyna nobilis är en tvåvingeart som först beskrevs av Johannes Winnertz 1867.  Cratyna nobilis ingår i släktet Cratyna och familjen sorgmyggor.
Artens utbredningsområde är Tyskland. Arten är reproducerande i Sverige. Inga underarter finns listade i Catalogue of Life.